# Xã Grape Grove, Quận Ray, Missouri
Xã Grape Grove (tiếng Anh: Grape Grove Township) là một xã thuộc quận Ray, tiểu bang Missouri, Hoa Kỳ. Năm 2010, dân số của xã này là 885 người.